# Камешки (игра)
Камешки (лат. astragaloi, англ. knucklebones или jacks) — одна из самых древних известных игр.

## Названия
В России наиболее распространённым является название «камешки», хотя объектами в игре могут выступать совсем не обязательно именно камешки. Из других русских названий игры известны следующие: каламушки, кремушки, голанцы, просферы, классический вариант часто именуется «жары». В англоязычном мире игру чаще всего называют knucklebones или jacks. Почти у каждого народа в мире есть собственный вариант её названия или даже несколько разных.

## Суть
Для игры используется пять небольших объектов (считается, что в древности их роль выполняли кусочки таранных костей овец — astragalus), которые подбрасываются вверх и должны быть пойманы различными способами. Впоследствии число объектов часто увеличивалось до шести, они стали делаться из металла, а затем и из пластика. Победителем становится первый игрок, который успешно завершает оговоренную перед игрой серию бросков, которые, несмотря на их сходство в целом, отличаются друг от друга в деталях (но в простейшем варианте игры могут и не отличаться). Общий смысл игры состоит в том, подбрасывается один объект, «камешек», после чего берётся и подбрасывается другой, в то время как первый всё ещё находится в воздухе, и так далее, пока все пять камней не будут подброшены; подбрасывая первый камень, затем второй, затем третий и так далее, необходимо одновременно ловить ранее брошенные тыльной стороной ладони. В более сложном варианте бросок каждого объекта нужно выполнить особенным образом. Различные броски получили (преимущественно в англоязычном мире) отличительные имена, такие как «езда на слоне», «горох в стручках» и «лошадь в конюшне».